# Henri de Boissieu
Pour les articles homonymes, voir Boissieu.
Pour les autres membres de la famille, voir Famille de Boissieu.
 (juin 2023).
La mise en forme du texte ne suit pas les recommandations de Wikipédia : il faut le « wikifier ».
Les points d'amélioration suivants sont les cas les plus fréquents. Le détail des points à revoir est peut-être précisé sur la page de discussion.
- Les titres sont pré-formatés par le logiciel. Ils ne sont ni en capitales, ni en gras.
- Le texte ne doit pas être écrit en capitales (les noms de famille non plus), ni en gras, ni en italique, ni en « petit »…
- Le gras n'est utilisé que pour surligner le titre de l'article dans l'introduction, une seule fois.
- L'italique est rarement utilisé : mots en langue étrangère, titres d'œuvres, noms de bateaux, etc.
- Les citations ne sont pas en italique mais en corps de texte normal. Elles sont entourées par des guillemets français : « et ».
- Les listes à puces sont à éviter, des paragraphes rédigés étant largement préférés. Les tableaux sont à réserver à la présentation de données structurées (résultats, etc.).
- Les appels de note de bas de page (petits chiffres en exposant, introduits par l'outil «  Source ») sont à placer entre la fin de phrase et le point final[comme ça].
- Les liens internes (vers d'autres articles de Wikipédia) sont à choisir avec parcimonie. Créez des liens vers des articles approfondissant le sujet. Les termes génériques sans rapport avec le sujet sont à éviter, ainsi que les répétitions de liens vers un même terme.
- Les liens externes sont à placer uniquement dans une section « Liens externes », à la fin de l'article. Ces liens sont à choisir avec parcimonie suivant les règles définies. Si un lien sert de source à l'article, son insertion dans le texte est à faire par les notes de bas de page.
- La présentation des références doit suivre les conventions bibliographiques. Il est recommandé d'utiliser les modèles {{Ouvrage}}, {{Chapitre}}, {{Article}}, {{Lien web}} et/ou {{Bibliographie}}. Le mode d'édition visuel peut mettre en forme automatiquement les références.
- Insérer une infobox (cadre d'informations à droite) n'est pas obligatoire pour parachever la mise en page.

Pour une aide détaillée, merci de consulter Aide:Wikification.
Si vous pensez que ces points ont été résolus, vous pouvez retirer ce bandeau et améliorer la mise en forme d'un autre article.
Henri de Boissieu, né en 1871 à Paris et mort en 1912 à Tenay, est un botaniste français. Il étudie à l'École d'Études Avancée de Paris.
Il est mort pendant une excursion botanique dans l'Ain.

## Quelques publications
- 1896. Contribution à la connaissance du littoral saharien
- 1897. Les éricacées du Japon d'après les collections M. l'abbé Faurie
- 1898. Les légumineuses du Japon d'après les collections de M. l'abbé Faurie
- 1899. Les renonculacées du Japon d'après les collections parisiennes de M. l'abbè Faurie
- 1900. Liste de localités et espéces nouvelles pour la flore du Japon
- 1900. Un nouveau Staphylea du Japon, Staphylea Francheti sp. nova
- 1902. La Rubanerie Stéphanoise. Ed. A. Storck et Cie. 58 pp.
- 1902. Note sur quelques Ombellifères de Chine d'après les collections du Muséum d'histoire naturelle de Paris. Ed. Impr. Romet. 20 pp.
- 1903. Les ombellifères de Corée d'après les collections de M. l'abbé [Urbain] Faurie. Ed. Impr. Romet. 12 pp.
- 1903. Les ombellifères de Chine d'après les collections du Muséum d'histoire naturelle de Paris: Note complément[aire]. Ed. Impr. Romet. 40 pp.
- 1904. Société d'économie politique de Lyon. Une Pépinière d'émigration vers les villes, rapport présenté à la Société, le 8 janvier 1904. Ed. Impr. de A. Bonnaviat. 53 pp.

## Hommages
- Rue Henri de Boissieu, Bourg-en-Bresse, la France

## Sources
1. ↑  « Henri de Boissieu (1871-1912) », sur data.bnf.fr (consulté le 31 mai 2023)

- (es) Cet article est partiellement ou en totalité issu de l’article de Wikipédia en espagnol intitulé « Henri de Boissieu » (voir la liste des auteurs).
- Edmond Chapoy. 1914. Le Comte Henri de Boissieu: 1871-1912 : le savant, l'homme d'action. Ed. Journal de l'Ain. 104 pp. 4
- Article wikimedia: https://species.wikimedia.org/wiki/Henri_de_Boissieu